# Lotto Honda Team/2011
Deze pagina geeft een overzicht van Lotto Honda Ladiesteam in 2011.

## Rensters
| Naam                | Geboortedatum | Nationaliteit    | Ploeg 2010          |
| ------------------- | ------------- | ---------------- | ------------------- |
| Veronica Andréasson | 06-03-1981    | Zweden           |                     |
| Tiffany Cromwell    | 06-07-1988    | Australië        | Colavita            |
| Sofie De Vuyst      | 02-04-1987    | België           |                     |
| Catherine Delfosse  | 11-06-1981    | België           |                     |
| Rochelle Gilmore    | 14-12-1981    | Australië        |                     |
| Joline Goossens     | 18-06-1985    | België           | Neo                 |
| Elizabeth Hatch     | 03-06-1980    | Verenigde Staten |                     |
| Ludivine Henrion    | 23-01-1984    | België           | Redsun Cycling Team |
| Melissa Hoskins     | 24-02-1991    | Australië        |                     |
| Ashleigh Moolman    | 09-12-1985    | Zuid-Afrika      |                     |
| Liz Anne Naude      | 17-01-1984    | Zuid-Afrika      | Neo                 |
| Kim Schoonbaert     | 02-03-1986    | België           |                     |
| Cherise Taylor      | 06-11-1989    | Zuid-Afrika      | MTN Ladies Team     |
| Laure Werner        | 22-02-1981    | België           | Redsun Cycling Team |
| Vicki Whitelaw      | 02-01-1977    | Australië        |                     |

## Overwinningen
Ronde van Qatar
1e etappe Rochelle Gilmore
Zuid-Afrikaans kampioenschap
Tijdrit: Cherise Taylor
Afrikaanse kampioenschappen
Tijdrit Cherise Taylor
Wegrit Ashleigh Moolman
2006 · 2007 · 2008 · 2009 · 2010 · 2011 · 2012 · 2013 · 2014 · 2015 · 2016 · 2017 · 2018 · 2019 · 2020 · 2021 · 2022 · 2023 · 2024